# Ільїних Олена Русланівна
Олена Русланівна Ільїних (нар. 25 квітня 1994, Актау, Казахстан) — російська фігуристка, що виступає в танцях на льоду, олімпійська чемпіонка та бронзова призерка Олімпійських ігор.

## Спортивні результати
(У парі з Русланом Жиганшином)
| Міжнародні змагання           | Міжнародні змагання | Міжнародні змагання | Міжнародні змагання |
| Змагання                      | 14–15               | 15–16               | 16–17               |
| ----------------------------- | ------------------- | ------------------- | ------------------- |
| Чемпіонат світу               | 7                   |                     |                     |
| Чемпіонат Європи              | 4                   |                     |                     |
| Фінал Гран-прі                | 6                   |                     |                     |
| Етап Гран-прі: Bompard        |                     |                     | 4                   |
| Етап Гран-прі: Rostelecom Cup | 2                   | 5                   |                     |
| Етап Гран-прі: Cup of China   | 4                   | 3                   |                     |
| Етап Гран-прі: Skate America  |                     |                     | 5                   |
| Mordovian Ornament            |                     | 1                   |                     |
| Tallinn Trophy                |                     |                     | 1                   |
| Національні змагання          |                     |                     |                     |
| Чемпіонат Росії               | 1                   | 4                   | 4                   |

(У парі з Микитою Кацалаповим)
| Міжнародні змагання                | Міжнародні змагання | Міжнародні змагання | Міжнародні змагання | Міжнародні змагання | Міжнародні змагання | Міжнародні змагання |
| Змагання                           | 08–09               | 09–10               | 10–11               | 11–12               | 12–13               | 13–14               |
| ---------------------------------- | ------------------- | ------------------- | ------------------- | ------------------- | ------------------- | ------------------- |
| Олімпійські ігри                   |                     |                     |                     |                     |                     | 3                   |
| Олімпійські ігри (команда)         |                     |                     |                     |                     |                     | 1                   |
| Чемпіонат світу                    |                     |                     | 7                   | 5                   | 9                   | 4                   |
| Чемпіонат Європи                   |                     |                     | 4                   | 3                   | 2                   | 2                   |
| Фінал Гран-прі                     |                     |                     |                     |                     | 6                   |                     |
| Етап Гран-прі: Bompard             |                     |                     |                     | 4                   |                     | 2                   |
| Етап Гран-прі: NHK Trophy          |                     |                     | 4                   | 3                   | 2                   | 4                   |
| Етап Гран-прі: Rostelecom          |                     |                     |                     | 3                   | 2                   |                     |
| Crystal Skate                      |                     |                     |                     |                     | 1                   |                     |
| Міжнародні юніорські змагання      |                     |                     |                     |                     |                     |                     |
| Юніорські чемпіонати світу         |                     | 1                   |                     |                     |                     |                     |
| Фінал юніорського Гран-прі         |                     | 2                   |                     |                     |                     |                     |
| Юніорський етап Гран-прі: Угорщина |                     | 1                   |                     |                     |                     |                     |
| Юніорський етап Гран-прі: Польща   |                     | 1                   |                     |                     |                     |                     |
| Національні змагання               |                     |                     |                     |                     |                     |                     |
| Чемпіонат Росії                    |                     |                     | 3                   | 2                   | 2                   | 2                   |
| Чемпіонат Росії серед юніорів      | 4                   | 2                   |                     |                     |                     |                     |

## Державні нагороди та спортивні звання

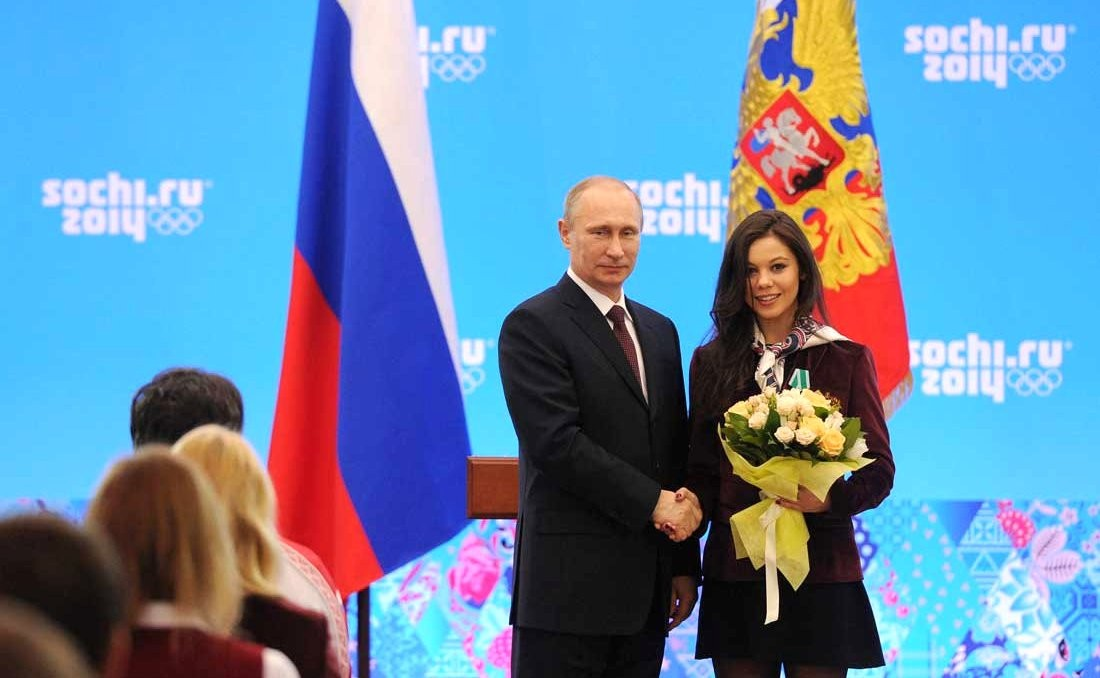
Вручення Ордена Дружби. В. В. Путін і Олена Ільїних

- Орден Дружби (24 лютого 2014 року) — за великий внесок у розвиток фізичної культури і спорту, високі спортивні досягнення на XXII Олімпійських зимових іграх 2014 року в місті Сочі[1][2].
- Заслужений майстер спорту Росії (10 лютого 2014 року)[3]
- Майстер спорту Росії міжнародного класу (23 травня 2011 року)[4].